# 圣毛罗帕斯科利
圣毛罗帕斯科利（義大利語：San Mauro Pascoli）是意大利艾米利亚-罗马涅大区弗利-切塞纳省的一个镇，面积17.4平方公里，人口10,272人（2004年）。